# فزر الأطلس الصحراوي
فزر الأطلس الصحراوي (باللاتينية: Sideritis antiatlantica) نوع نباتي يتبع جنس الفزر من الفصيلة الشفوية.

## الموطن والانتشار
موطنه جبال الأطلس الصحراوي في المغرب العربي.

## مرادفات الاسم العلمي
- باللاتينية: Sideritis arborescens var. antiatlantica (Maire) Dobignard
- باللاتينية: Sideritis arborescens subsp. antiatlantica (Maire) Romo
- باللاتينية: Sideritis ochroleuca subsp. antiatlantica (Maire) Socorro & Arrebola
- باللاتينية: Sideritis ochroleuca var. antiatlantica Maire